# Norrtjärnen (Voxna socken, Hälsingland)
Norrtjärnen är en sjö i Ovanåkers kommun i Hälsingland och ingår i Ljusnans huvudavrinningsområde. Sjöns area är 0,021 kvadratkilometer och den befinner sig 320 meter över havet.